# Mehmet Sütcü
Mehmet Sütcü (* 1. August 1989 in Kırşehir, Türkei) ist ein ehemaliger österreichischer Fußballspieler und nunmehriger -trainer.

## Karriere

### Als Spieler
Sütcü begann seine Karriere beim DSV Fortuna 05. 2007 wechselte er zur Regionalligamannschaft des SK Rapid Wien. 2009 wurde er an den Profiverein First Vienna FC 1894 verliehen. Sein Profidebüt gab er am zweiten Spieltag der Saison 2009/10 gegen den SKN St. Pölten. 2010 ging er ins Burgenland zum ASK Baumgarten, kehrte jedoch ein halbes Jahr später wieder nach Wien zurück, diesmal zum 1. Simmeringer SC. 2012 wechselte er zum Floridsdorfer AC. Mit den Floridsdorfern stieg er 2014 in den Profifußball auf. Im Jänner 2016 wurde sein Vertrag aufgelöst. Eine Woche später wechselte er zum Amateurklub SV Leobendorf. Im Sommer 2016 kehrte er zum First Vienna FC 1894 zurück. Für die Vienna machte er 24 Regionalligaspiele.
Zur Saison 2017/18 wechselte er innerhalb der Regionalliga zum FC Marchfeld Mannsdorf. Für Mannsdorf kam er in zwei Spielzeiten zu 32 Regionalligaeinsätzen. Zur Saison 2019/20 schloss Sütcü sich dem Ligakonkurrenten FC Mauerwerk an. Für die Wiener kam er 16 Mal zum Einsatz. Im Jänner 2020 zog er weiter zum viertklassigen SC Zwettl. Durch die COVID-bedingten Abbrüche der Saisonen 2019/20 und 2020/21 absolvierte er nur acht Partien für Zwettl in der Landesliga. Zur Saison 2021/22 wechselte er zum fünftklassigen 1. FC Bisamberg, bei dem er im Winter 2022/23 nach 27 Einsätzen seine Karriere beendete.

### Als Trainer
Sütcü übernahm im Jänner 2023 die sechstklassigen Amateure des First Vienna FC als Trainer. Mit Vienna II stieg er zu Saisonende in die 2. Landesliga auf. Im März 2024 wurde er interimsmäßig als Nachfolger für Alexander Zellhofer Trainer der Zweitligaprofis der Vienna. Unter seiner Führung holte die Vienna aus den letzten zehn Saisonspielen 21 Punkte und beendete die Saison als Dritter. Daraufhin wurde Sütcü im Juni 2024 zum Cheftrainer befördert und erhielt einen bis 2026 laufenden Vertrag.
Im April 2025 wurde er, erneut auf dem dritten Rang liegend, als Trainer durch Stefan Manzana Marin ersetzt, blieb der Vienna aber als Co-Trainer erhalten. Bereits im Mai 2025 ersetzte er Manzana Marin wieder als Cheftrainer. Zur Saison 2025/26 bekam die Vienna mit Alexandar Gizow erneut einen neuen Trainer, da er im Gegensatz zu Sütcü auch in der höchsten Spielklasse trainieren dürfte. Sütcü blieb dem Trainerstab aber wieder erhalten.